# Joan Jett
Joan Jett (născută Joan Marie Larkin; n. 22 septembrie 1958, Pennsylvania, SUA)  este o cântăreață de rock americană, compozitoare, muziciană, producătoare de discuri și actriță. Jett este cunoscută mai ales pentru munca ei de frontwoman a trupei sale Joan Jett &amp; the Blackhearts și pentru fondarea trupeiRunaways și concertele anterioare cu aceasta , cu care a și înregistrat și lansat piesa de succes „ Cherry Bomb ”. Cu The Blackhearts, Jett este cunoscută pentru interpretarea piesei " I Love Rock 'n Roll ", care a fost numărul unu în Billboard Hot 100 timp de șapte săptămâni în 1982.  Alte piese notabile ale lui Jett includ „ Bad Reputation ”, „ Crimson and Clover ”, „ Do You Wanna Touch Me (Oh Yeah) ”, „ Light of Day ”, „ I Hate Myself for Loving You ” și „ Dirty Deeds ”.
Jett posedă o gamă vocală mezzosoprano.  A scos trei albume de platină și aur.   A fost descrisă ca Regina Rock 'n' Roll. În 2015, Joan Jett și The Blackhearts au fost incluși în Rock and Roll Hall of Fame.
Jett locuiește în Long Beach, New York și este rezidentă în New York de la sfârșitul anilor 1970.  
Joan Marie Larkin s-a născut la 22 septembrie 1958,  din părinții James și Dorothy Larkin,  la spitalul Lankenau din Wynnewood, Pennsylvania, o suburbie a Philadelphiei (deși după unele surse se menționează data nașterii sale ca fiind pe 22 septembrie 1960, ceea ce este incorect  ). Este cel mai mare dintre cei trei copii. Tatăl ei era agent de asigurări, iar mama ei secretară.  Familia ei era protestantă, frecventa biserica și mergea la școala duminicală, dar nu era strictă în credința religioasă.  În 1967, familia sa s-a mutat la Rockville, Maryland, unde a urmat Randolph Junior High și Wheaton High School. Jett și-a luat prima chitară la vârsta de 13 ani.  A luat câteva lecții de chitară, dar a renunțat curând pentru că instructorul a încerca să o învețe melodii folk.  Familia sa s-a mutat apoi în West Covina, California, în Los Angeles County, oferindu-i lui Jett posibilitatea de a-și urmări interesele muzicale. La scurt timp după mutare, părinții ei au divorțat și ea și-a schimbat numele în Joan Jett, pentru că credea că are mai mult un sunet de rock-star decât l-ar fi avut numele ei de naștere (a recunoscut în ultimii ani că „Jett” nu era de fapt numele mamei sale de dinainte de căsătorie, chiar dacă asta spunea ea tuturor). 

## Carieră

### The Runaways
Jett a devenit membră fondatoare a trupei Runaways, alături de bateristul Sandy West. După scurta perioadă în care a activat cântărețului și chitaristului bas Micki Steele, Jackie Fox, Lita Ford și Cherie Currie s-au alăturat curând pentru a completa formația, creând linia clasică. În timp ce Currie a fost inițial în fruntea formației, Jett a fost solista, a cântat la chitară ritmică și a scris sau a fost co-autoare a materialului trupei împreună cu Ford, West și Currie. Această formație a înregistrat trei albume, Live în Japonia devenind una dintre cele mai vândute marfuri de import, din istoria SUA și a Marii Britanii, ținând cont că albumul a fost lansat inițial doar în Japonia. 
Trupa a făcut un turneu în întreaga lume, a interpretat in deschiderea trupelor Cheap Trick, Ramones, Van Halen și Tom Petty and the Heartbreakers. Au găsit succes în străinătate, în special în Japonia. În timp ce se afla în turneu în Anglia cu Runaways în 1976, Jett a auzit prima dată piesa „ I Love Rock 'n' Roll ” când a văzut-o pe Arrows interpretând-o în serialul săptămânal de televiziune din Marea Britanie, Arrows. 
În timp ce Runaways erau populari în Europa, Asia, Australia, Canada și America de Sud, nu au putut obține același nivel de succes în Statele Unite.   După ce Currie a părăsit formația, trupa a lansat încă două albume cu Jett lead vocals: Waitin 'for the Night și And Now. . .The Runaways⁠(d). În total, au produs cinci albume din 1975 până când s-au desființat în primăvara anului 1979. 
La scurt timp, Jett a produs singurul album al lui Germs , (GI). 
În 2010, a fost lansat The Runaways, un film cu Kristen Stewart în rolul lui Jett și Dakota Fanning în rolul Currie.  

### Cariera solo
În 1979, Jett se afla în Anglia, urmând o carieră solo. Acolo a înregistrat trei melodii cu Paul Cook și Steve Jones de la Sex Pistols, dintre care una a fost o versiune timpurie a " I Love Rock 'n' Roll " a lui Arrows. Această versiune apare pe albumul de compilație Flashback din 1993.  Mai târziu în acel an, s-a întors la Los Angeles, unde și-a îndeplinit obligația de a finaliza un film bazat pe cariera trupei Runaways intitulat We're All Crazee Now!  În timp ce lucra la proiect, Jett s-a întâlnit cu compozitorul și producătorul Kenny Laguna, care a fost angajat de Toby Mamis pentru a o ajuta pe Jett să scrie câteva piese pentru film. Au devenit prieteni și au decis să lucreze împreună și Jett sa mutat la Long Beach, New York, unde își avea sediul Laguna. Proiectul a fost întrerupt la jumătatea filmării după ce Jett s-a îmbolnăvit, dar în 1984, după ce a devenit faimoasă, producătorii au căutat o modalitate de a folosi filmările din filmul incomplet.  Părți din filmările originale ale lui Jett au fost utilizate în cele din urmă într-un alt proiect, un film subteran numit DuBeat-Eo, care a fost produs de Alan Sacks, dar nu a fost lansat comercial. 
Jett și Laguna au intrat în studiourile Who's Ramport, cu acesta din urmă la conducere, iar debutul solo al lui Jett a fost lansat de Ariola Records în Europa la 17 mai 1980. În SUA, după ce albumul a fost respins de 23 de mari case de discuri  Jett și Laguna l-au lansat independent pe noua lor etichetă Blackheart Records.

### Joan Jett și The Blackhearts

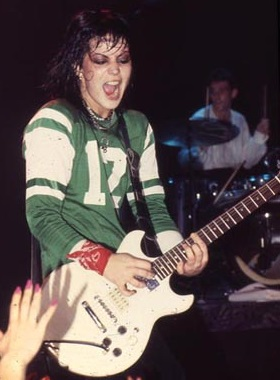
Jett cântă live cu Gibson Melody Maker în Norvegia, în anii 1980

Cu ajutorul Lagunei, Jett a format Blackhearts. Laguna a povestit: „I-am spus lui Joanie să uite trupa și să se sprijine pe bani în avans. Era suficient pentru ea, dar nu pentru o trupă. A spus că trebuie să aibă o trupă. Și cred până în ziua de azi că Blackhearts, acel concept, a creat-o pe Joan Jett. " 
De-a lungul anului 1980, formația a reușit să continue turneele numai datorită faptului că Laguna a profitat de avansurile din proiecte externe.  Jett și Laguna și-au folosit economiile personale pentru a edita copii ale albumului lui Joan Jett și și-au creat propriul sistem de distribuție, vânzând uneori albumele direct din portbagajul Cadillac-ului lui Laguna la sfârșitul fiecărui concert.  Laguna nu a reușit să țină pasul cu cererea pentru album. În cele din urmă, vechiul prieten și fondator al Casablanca Records, Neil Bogart, a realizat un joint-venture cu Laguna și a înregistrat-o pe Jett sub noua sa etichetă, Boardwalk Records relansând albumul lui Jett sub numele de Bad Reputation.
Un concert din primăvara anului 1981 la Palladium din New York s-a dovedit a fi un punct de cotitură. După un an de turnee și înregistrări, Blackhearts a înregistrat un nou album intitulat I Love Rock 'n Roll. Ambel a fost înlocuit de chitaristul local Ricky Byrd în timpul înregistrării.  Primul single de pe album a fost piesa principală, " I Love Rock 'n' Roll ", care în prima jumătate a anului 1982 a fost numărul unu în Billboard Hot 100 timp de șapte săptămâni la rând   și a fost, de asemenea, introdus în Hall of Fame Grammy în 2016. 
Jett a lansat Album (1983) și Glorious Results of a Misspent Youth (1984). Au urmat o serie de hit-uri din Top 40, precum și turnee de vânzare cu the Police, Queen,și Aerosmith, printre altele. A fost printre primele interpretări rock anglofone care au apărut în Panama și Republica Dominicană. 
D
Joan Jett & the Blackhearts au devenit prima trupă de rock care a susținut o serie de spectacole la <a href="https://en.wikipedia.org/wiki/Lunt%E2%80%93Fontanne_Theatre" rel="mw:ExtLink" title="Lunt–Fontanne Theatre" class="mw-redirect cx-link" data-linkid="454">Lunt–Fontanne Theatre</a> de pe Broadway, batând recordul pentru cea mai rapidă epuizare a biletelor în urma vânzarii. 
În 1990, formația a avut o melodie pe coloana sonoră <i id="mwARw">Days of Thunder</i>, „Long Live the Night”, scrisă de Jett împreună cu Randy Cantor și Michael Caruso.
Lansarea ei din 1991, Notorious, care îl prezenta pe Paul Westerberg, înlocuitorii și fostul basist al lui Billy Idol, Phil Feit, a fost ultima cu Sony / CBS, în timp ce Jett a trecut la Warner Bros. Un CD single din „Let's Do It” cu Jett și Westerberg a fost de asemenea lansat în acest timp și a apărut în creditele melodiei pentru filmul Tank Girl. În 1993, Jett și Laguna au lansat Flashback, o compilație de diverse melodii pe propriul lor Blackheart Records⁠(d).

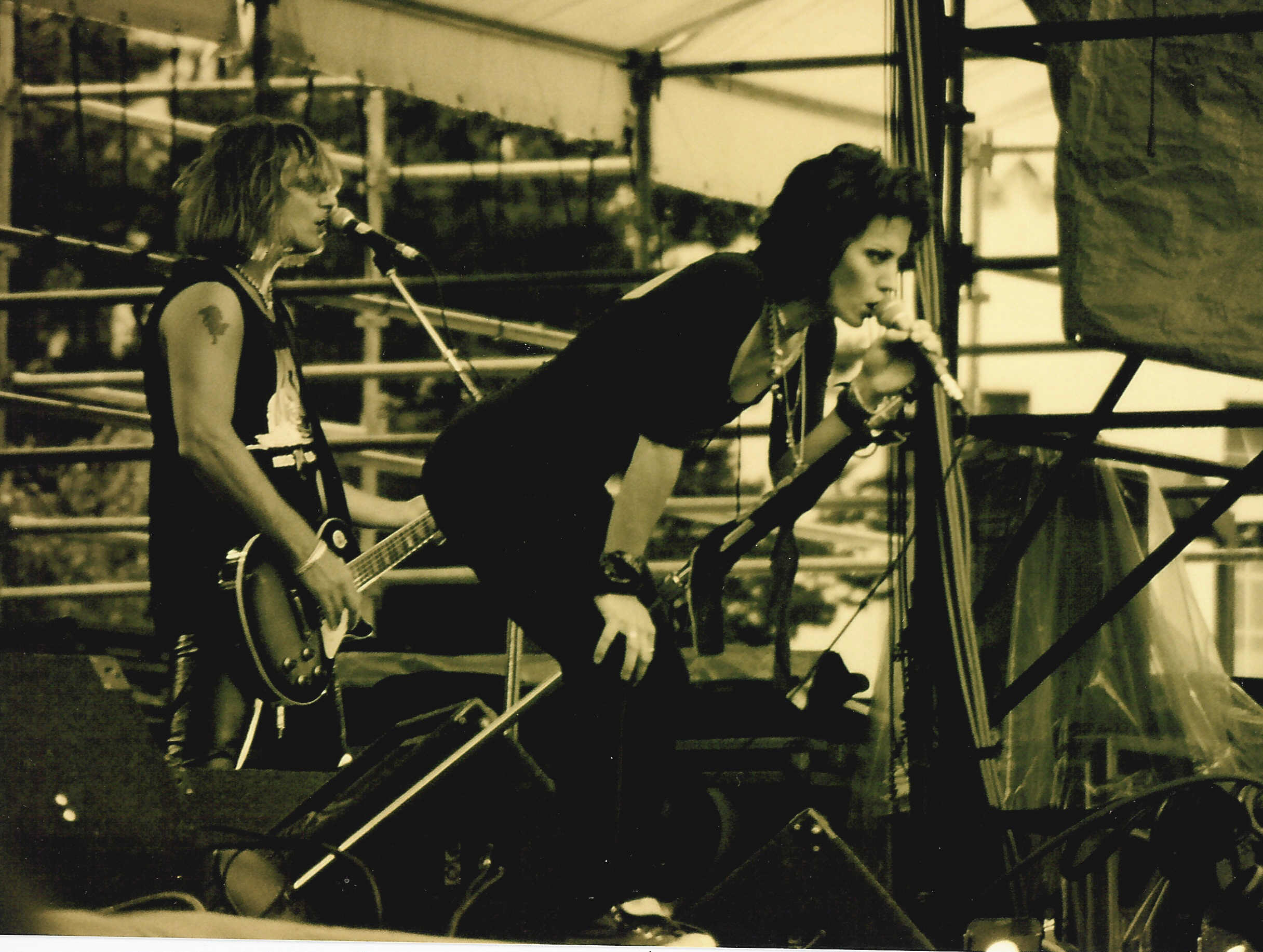
Jett cântă live la festivalul Bumbershoot, din Seattle, Washington, 1994

Jett a revenit la producția pentru trupa Circus Lupus în 1992 și din nou, în 1994, pentru Bikini Kill. Mișcarea Riot Grrrl a început în anii 1990, cu Bikini Kill ca formație reprezentativă, iar multe dintre aceste femei au creditat-o pe Jett ca model și inspirație.
În 1997, Jett a apărut pe albumul We Will Fall: The Iggy Pop Tribute. A interpretat un cover al piesei „Wild One ” a lui Johnny O'Keefe. Jett a lucrat cu membrii formației de punk rock The Gits, al cărei solist și textier, Mia Zapata, fusese violat și ucis în 1993.  Rezultatele colaborării lor au fost un album live, Evil Stig și un single, „Bob”, ale cărui câștiguri au fost folosite la anchetarea uciderii lui Zapata. În acest scop, formația și Jett au apărut în emisiunea de televiziune America's Most Wanted, făcând apel la public pentru informații. Cazul a fost soluționat în 2004, când criminalul lui Zapata, Jesus Mezquia, a fost adus în judecată și condamnat.

În 2004, Jett și Laguna au produs albumul No Apologies al trupei de punk pop Eyeliners.
În 2005, Jett și Laguna au semnat cu punk-rockerii de la Vacancies și au produs al doilea album, A Beat Missing or a Silence Added (ajungând în top 20 în CMJ Music Charts), și al treilea album în 2007, Tantrum.
Tot în 2005, Jett și Laguna au sărbătorit a 25-a aniversare a Blackheart Records printr-un spectacol cu casele închise la sala Webster din Manhattan. 
În iunie 2006, Jett și-a lansat albumul Sinner, pe Blackheart Records. Pentru a susține albumul, formația a apărut în Warped Tour din 2006 și într-un turneu din toamna anului 2006 cu Eagles of Death Metal. 
Joan Jett și The Blackhearts au fost cap de afiș la sărbătoarea Albuquerque, New Mexico Freedom Fourth pe 4 iulie 2007, cu o mulțime estimată la 65.000 de persoane care a participat la evenimentul anual în aer liber.
În noiembrie 2007, Joan Jett & the Blackhearts au apărut alături de Motörhead și Alice Cooper într-un turneu în Marea Britanie; Jett a deschis opt spectacole americane la Aerosmith 's 2007 World Tour.
În urma intrării lui Dave Clark Five în Rock and Roll Hall of Fame, pe 10 martie 2008, Jett, ca parte a ceremoniei, a închis programul cu o interpretare a hitului lui Dave Clark Five din 1964 „ Bits and Pieces ”.

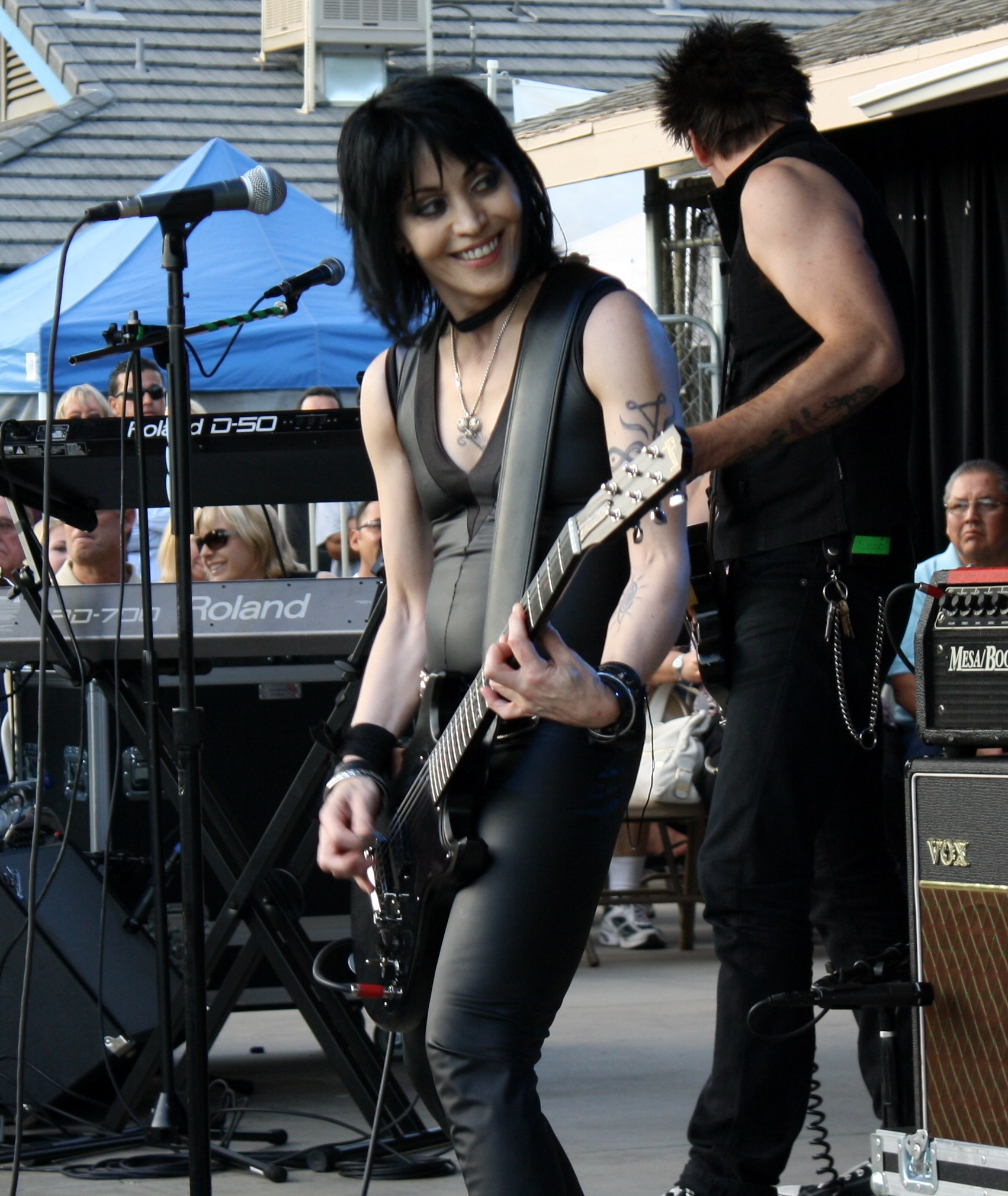
Jett cântă live cu Blackhearts în Beaumont, California, în timpul seriei gratuite de concerte din 2010

Trupa a cântat în deschiderea turneului canadian din septembrie 2010 al lui Aerosmith. 
Joan Jett și The Blackhearts au fost cap de afiș la Falls Music & Arts Festival, din 29 decembrie până la 1 ianuarie 2010, în Australia. 
Jett a fost producător executiv pentru filmul The Runaways. A fost scris și regizat de Floria Sigismondi care, de asemenea, a regizat videoclipuri pentru Marilyn Manson, The White Stripes și David Bowie. 
În martie 2010 a apărut lansarea unui album Greatest Hits pe 2 CD-uri. În martie 2010 a apărut, de asemenea, lansarea unei biografii pe hârtie și a unei cărți ilustrate, care se întinde pe parcursul carierei sale de la Runaways până în prezent.
Jett, împreună cu Blackhearts, au lansat albumul Unvarnished pe 30 septembrie 2013. Albumul a ajuns în Billboard's Top 50. 1 august a fost declarată ziua Joan Jett în West Hollywood. A fost numită Legenda rockului din West Hollywood. 
Fostul baterist Blackhearts Lee Crystal (născut Lee Jamie Sackett în 1956 la Brooklyn, New York ) a murit din cauza complicațiilor în urma sclerozei multiple la 5 noiembrie 2013, la vârsta de 57 de ani.  
Jett a jucat și a fost producătorul executiv al filmului Undateable John, care a fost lansat în 2014.  
În aprilie 2014, Jett a fost prima femeie care a câștigat Golden God Award.  Pe 24 aprilie 2014, revista Alternative Press a decernat primul său premiu Alternative Press Music Awards, iar Jett a primit AP Icon Award. Pe 12 iulie 2014, Joan Jett și Blackhearts au cântat la Tropicana Field după meciul de baseball din Sankt Petersburg, Florida. Pe 29 octombrie 2014, Jett a cântat imnul național al SUA la meciul dintre New York Knicks și Chicago Bulls. În 2014 Jett, împreuna cu Hot Topic, și-a lansat prima linie vestimentară. Se compune din jachete, cămăși, pantaloni și un pulover. 
Pe 4 iulie 2015, Joan Jett și Blackhearts au făcut parte din spectacolul Foo Fighters 20th Anniversary de pe stadionul RFK din Washington, DC
În septembrie 2018, Jett a semnat un acord de distribuție muzicală cu Legacy Recordings de la Sony Music, făcând catalogul ei disponibil oficial pentru streaming. 
Jett, alături de Blackhearts, era programat să se alăture lui Mötley Crüe și Def Leppard în The Stadium Tour din 2020 ca act de deschidere împreună cu Poison  însă turneul a fost amânat în vara anului 2021 din cauza pandemiei COVID-19. În mai 2021, s-a anunțat că turneul a fost din nou amânat și acum va avea loc în vara anului 2022. Jett a anunțat că va începe un turneu nord-american în toamna anului 2021. 
La 14 mai 2021, s-a anunțat că, pentru a sărbători cei 40 de ani de la primele două albume ale lui Jett, Bad Reputation și I Love Rock & Roll, Z2 Comics va lansa două volume de benzi desenate intitulate Joan Jett and the Blackhearts - 40x40: Bad Reputation / I Love Rock 'n' Roll. Volumele se lansează în noiembrie 2021. 

### Alte activități
Jett este o mare fană a sportului și a rămas implicata activ în lumea sportului. Cover-ul din „ Love Is All Around ” (piesa tematică a spectacolului The Mary Tyler Moore Show ) a fost folosită de NCAA pentru a promova Women’s Final Four, precum și piesa „Unfinished Business”, care nu a fost niciodată lansată comercial. „Love Is All Around” a devenit cea mai cerută melodie la radio, fără un CD (suport) existent. Jett a furnizat piese tematice pentru premiera ESPN X Games și a contribuit cu muzică la toate jocurile lor de atunci. Din 2006 până în 2015, melodia piesei „I Hate Myself for Loving You” a fost folosită ca temă pentru NBC Sunday Night Football cu versuri refăcute și redenumită „Waiting All Day for Sunday Night”. Începând cu sezonul 2019, Jett interpretează melodia cu Carrie Underwood în deschiderea meciurilor de fotbal de duminică seară. 
În 1983, satiristul muzical „Weird Al” Yankovic a lansat o parodie a „ I Love Rock 'n' Roll ” intitulată „ I Love Rocky Road ”, schimbând pasiunea cântăreței pentru muzica rock cu cea pentru înghețată.
Numele ei apare în versurile piesei „ Hot Topic ” din Le Tigre, lansată în 1999. 

## Echipament
Chitara semnată a lui Jett este o Gibson Melody Maker albă, cu care a interpretat toate hiturile sale din 1977. Jett a cumpărat primul ei Melody Maker de la Eric Carmen.
În The Runaways foloseam un Les Paul blond. Este frumos și încă îl am, dar este greu ca un rahat. Sar și alerg foarte mult pe scenă și chiar ajungea la umăr, așa că am căutat o chitară mai ușoară. Am auzit de la unul dintre membrii echipajului nostru rutier că Eric Carmen de la Zmeură vinde un Melody Maker, așa că am ajuns să-l cumpăr. Acum, aceasta este chitara pe care a cântat-o la „Go All the Way” și toate acele hituri [Raspberries]. Și apoi l-am cântat la „I Love Rock 'n' Roll”, „Crimson and Clover”, „Do You Want to Touch Me”, „Bad Reputation” ... toate acele înregistrări timpurii. Apoi l-am scos de pe drum pentru că m-am neliniștit că cineva o va fura sau o va sparge. Este asa de frumos. Este alb, nu are autocolante și există fisuri în vopsea și îngălbenire de la vârstă sau țigări de club. Este o chitară cu aspect incredibil. Îl am într-un dulap și îl scot ocazional pentru a înregistra. Dar nici nu mai trebuie să-l folosesc pentru a înregistra, deoarece am o chitară care seamănă destul de mult cu ea. De fapt mi-e frică să scot originalul. Are o moștenire grozavă. Este o chitară plină de hituri.  

## Viata personala

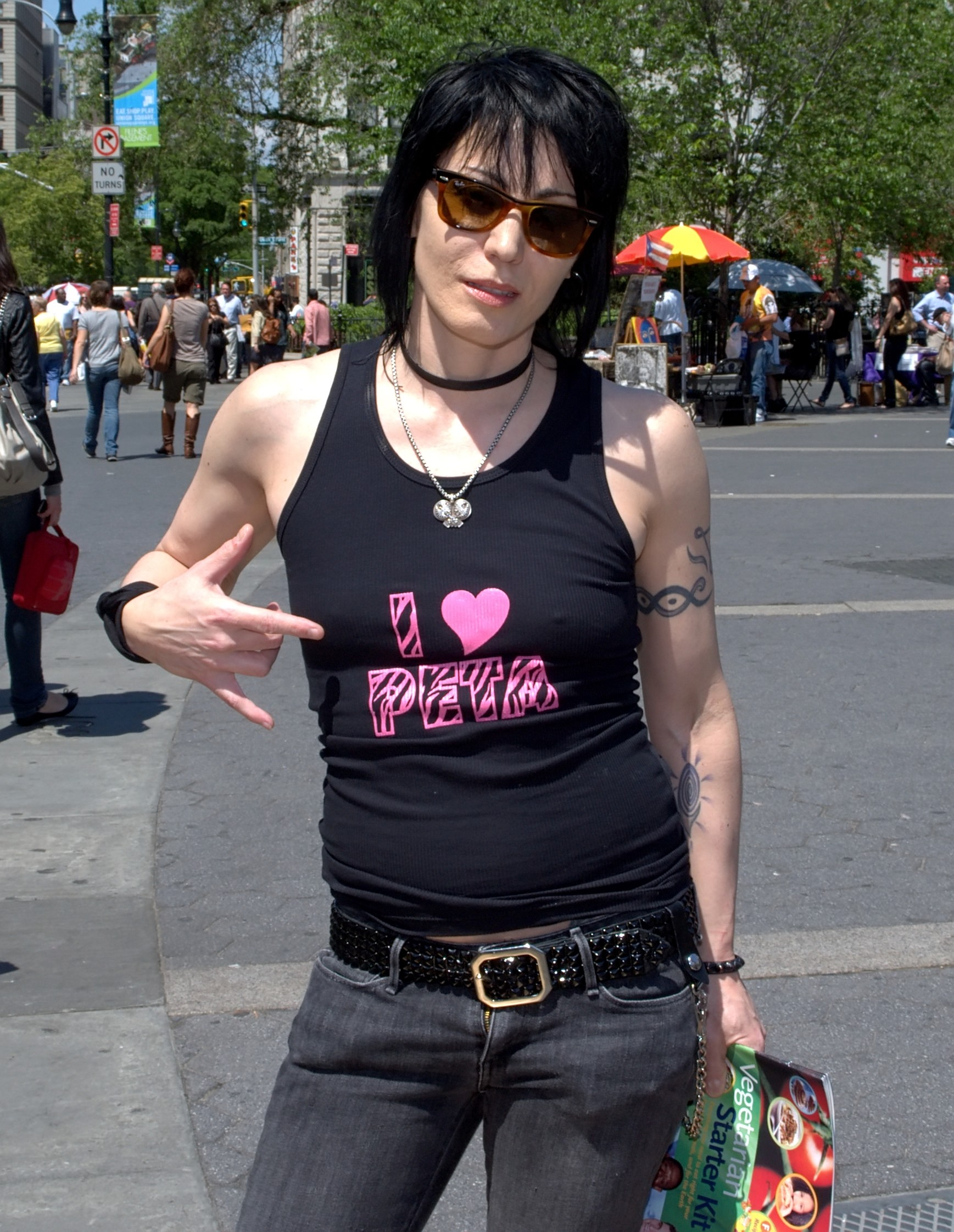
Jett promovează PETA în Union Square, New York, 2010

De ani de zile, Jett a refuzat să confirme sau să respingă zvonurile că ar fi lesbiană sau bisexuală. Într-un interviu acordat revistei Out din 1994, ea a spus: „Nu spun nu, nu spun da, spun să credeți ce vreți. Presupuneți - mergeți mai departe. " 
În 2016, fosta chitaristă de la Runaways, Lita Ford, a dezvăluit în memoriile sale că a renunțat la trupă pentru că ceilalți membri erau „toți gay” spunând „Mai întâi am aflat că Sandy, cea de care mă atașasem cel mai mult, era lesbiană. Apoi am aflat că Cherie se încurcă cu Joan. Am fost atât de speriată încât am renunțat la trupă. Când am aflat că fetele erau toate gay în trupă, nu eram sigură de cum ar trebui sa mă comport. " 
Într-un interviu din 2018 acordat New York Times, întrebată fiind despre cum de un festival de film LGBT nu a vrut să-și arate documentarul pentru că nu era „afară”, Jett a spus: „Nu vor filmul acolo pentru că eu nu vreau declara? [Ridicându-și colierul de labrys] Ce este [expletivul] asta? Două labrize, sau topoare, care se încrucișează, în interiorul a două simboluri feminine care se încrucișează. Nu a fost oprit de când l-am primit. Și o port în fiecare zi. [Se întoarce, își ridică cămașa și dezvăluie un tatuaj cu simboluri feminine similare pe partea inferioară a spatelui. ] Nu știu cât mai puteți declara. " 

## Controverse

### Agresarea lui Kim Fowley
În iulie 2015, Jackie Fuchs (fostul Jackie Fox de la The Runaways ) a susținut că Kim Fowley a violat-o în ajunul Anului Nou 1975, la o petrecere în urma unei reprezentații Runaways la un club din Orange County. În vârstă de șaisprezece ani la acea vreme, Fuchs ar fi primit Quaaludes de la un bărbat despre care ea ar fi crezut că era un tehnician și, în timp ce era incapacitată, Fowley ar fi violat-o în fața unui grup de petrecăreți și a colegilor ei de trupa, Currie, West și Jett; Ford nu era prezent. 
Fuchs a spus că ultima ei amintire a nopții a fost că le-a văzut pe Currie și pe Jett privind-o fix în timp ce Fowley o viola.  Kari Krome (cofondator și compozitor al grupului) a declarat că a văzut cum „Jett și Currie ședeau la un moment dat în cealaltă parte a camerei, chicotind” în timpul violului.  Jett a negat public că a asistat la incident „așa cum este descris”.  Victory Tischler-Blue (înlocuitorul lui Fuchs în grup) a spus că toți membrii grupului „au fost întotdeauna conștienți de acest eveniment urât”. 

## Premii si onoruri
- Long Island Music Hall of Fame (ediția 2006). [57]
- Rolling Stone: 100 cei mai mari chitariști din toate timpurile (nr. 87). [58]
- Gibson a fabricat un model de Melody Maker având semnătura ei.
- În 2012 a primit Nanci Alexander Activist Award pentru munca depusă în favoarea bunăstării animalelor. [59]
- 2013 a fost desemnată și premiată cu West Hollywood Rock Legend. [60]
- 2014 AP Icon Award [61]
- 2014 Golden God Award [62]
- Introdusă la Rock and Roll Hall of Fame (ediția 2015) [63]

## Discografie
Solo
- Joan Jett (1980); relansat ca Bad Reputation (1981)
- The Hit List (1990)

cu The Blackhearts
- - I Love Rock 'n Roll⁠(d) (1981)
  - Album⁠(d) (1983)
  - Glorious Results of a Misspent Youth⁠(d) (1984)
  - Good Music⁠(d) (1986)
  - Up Your Alley⁠(d) (1988)
  - Notorious⁠(d) (1991)
  - Pure and Simple⁠(d) (1994)
  - Naked⁠(d) (2004)
  - Sinner⁠(d) (2006)
  - Unvarnished⁠(d) (2013)